# Rue Raymond-IV
La rue Raymond-IV (en occitan : carrièra de Ramon IV) est une voie de Toulouse, chef-lieu de la région Occitanie, dans le Midi de la France.

## Situation et accès

### Description
La rue Raymond-IV est une voie publique. Elle traverse le quartier Matabiau.
La chaussée compte une voie de circulation automobile à sens unique, de la place Jeanne-d'Arc vers le boulevard de Bonrepos. Elle appartient à une zone 30 et la vitesse y est limitée à 30 km/h. Il existe une bande cyclable pour les cyclistes circulant à contresens.

### Voies rencontrées
La rue Raymond-IV rencontre les voies suivantes, dans l'ordre des numéros croissants (« g » indique que la rue se situe à gauche, « d » à droite) :
1. Place Jeanne-d'Arc
2. Rue de l'Orient
3. Rue Guillemin-Tarayre (d)
4. Rue Sainte-Marthe (g)
5. Rue Agathoise
6. Rue Chevreul (g)
7. Boulevard de Bonrepos

### Transports
La rue Raymond-IV n'est pas directement desservie par le réseau de transport Tisséo. Elle débouche cependant sur la place Jeanne-d'Arc, occupée par un important pôle d'échanges constitué par une gare de bus fréquentée par les lignes des Linéo L1L9L14, les lignes de bus 152329394570 et les navettes VilleAéroport. Tout près, sur le boulevard de Strasbourg, se trouve la station Jeanne-d'Arc de la ligne de métro . Au nord, la rue Raymond-IV aboutit au boulevard de Bonrepos, où se trouvent les arrêts des lignes de bus 1527. 
Il existe plusieurs stations de vélos en libre-service VélôToulouse dans la rue Raymond-IV ou les rues voisines : les stations no 34 (15 rue Joseph-Bosc), no 35 (1 rue Raymond-IV) et no 97 (face 66 rue Raymond-IV).

## Odonymie

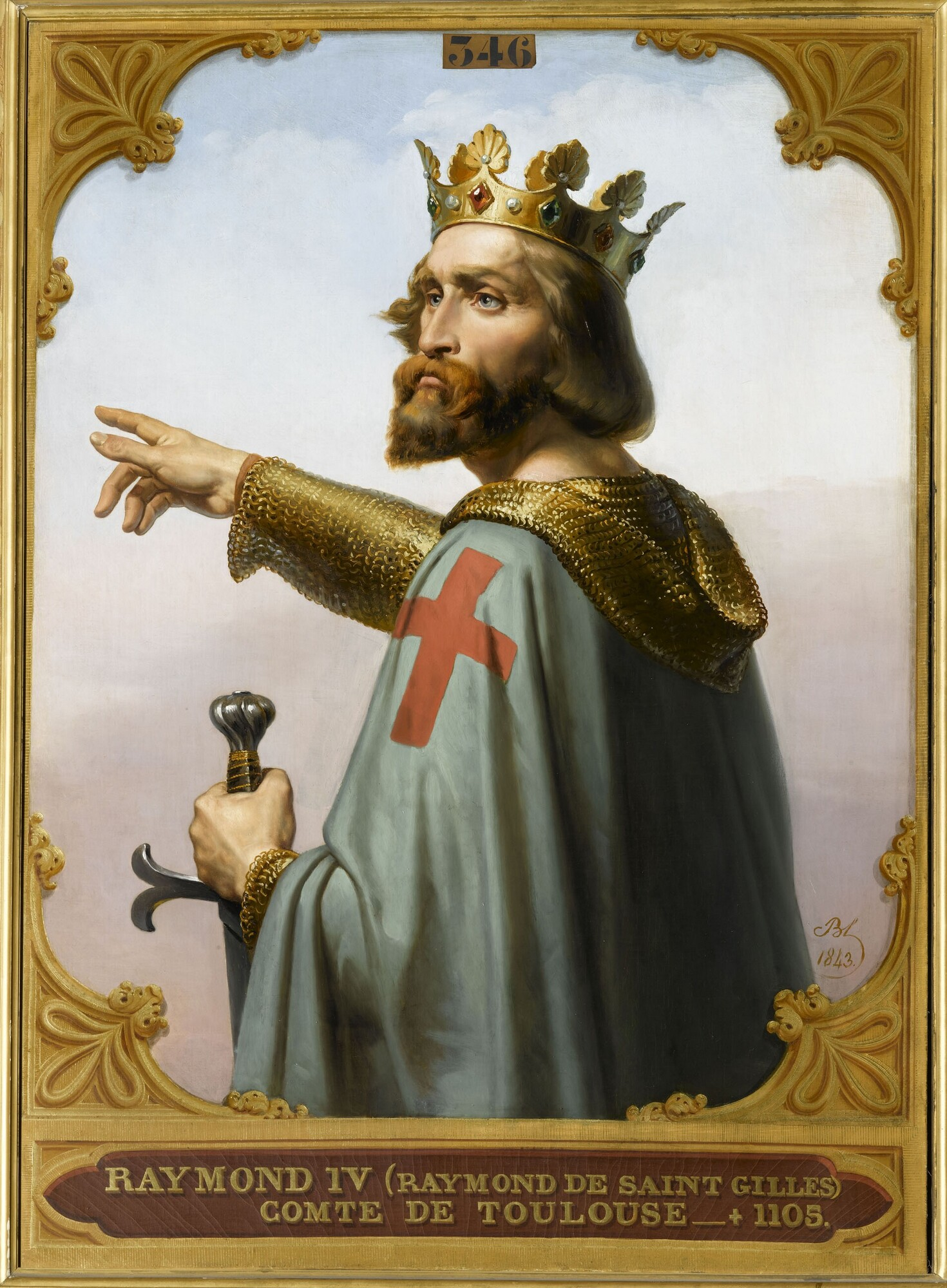
Raymond IV, par Merry-Joseph Blondel (1843, salles des Croisades, Versailles).

La rue est nommée en l'honneur de Raimond IV (vers 1042-1105), dit Raimond de Saint-Gilles. Personnalité politique majeure du Midi de la France à la fin du XIe siècle, il est comte de Saint-Gilles (1060-1105), puis marquis de Gothie et comte de Rouergue (1065-1105), avant de devenir marquis de Provence (vers 1085-1105) et enfin comte de Toulouse (1094-1105). Il est un des chefs de la Première croisade et il meurt durant le siège de Tripoli, future capitale du comté du même nom. 
Entre 1866 et 1903, la deuxième partie de la rue, entre la rue de l'Orient et le boulevard de Bonrepos fut désignée comme la rue Alphonse-Jourdain : fils de Raimond IV, né lors du siège de Tripoli, Alfonse Jourdain (1103-1148) fut comte de Toulouse entre 1109 et 1148. En 1141, il octroya plusieurs privilèges et la création d'un consulat aux habitants de Toulouse, qui sont à l'origine du capitoulat. Son nom est désormais celui d'une place du quartier de Compans-Caffarelli.

## Histoire

### Époque contemporaine
Le Midi olympique a eu son siège au 35 rue Raymond-IV.

## Patrimoine et lieux d'intérêt

### Croix-Rouge

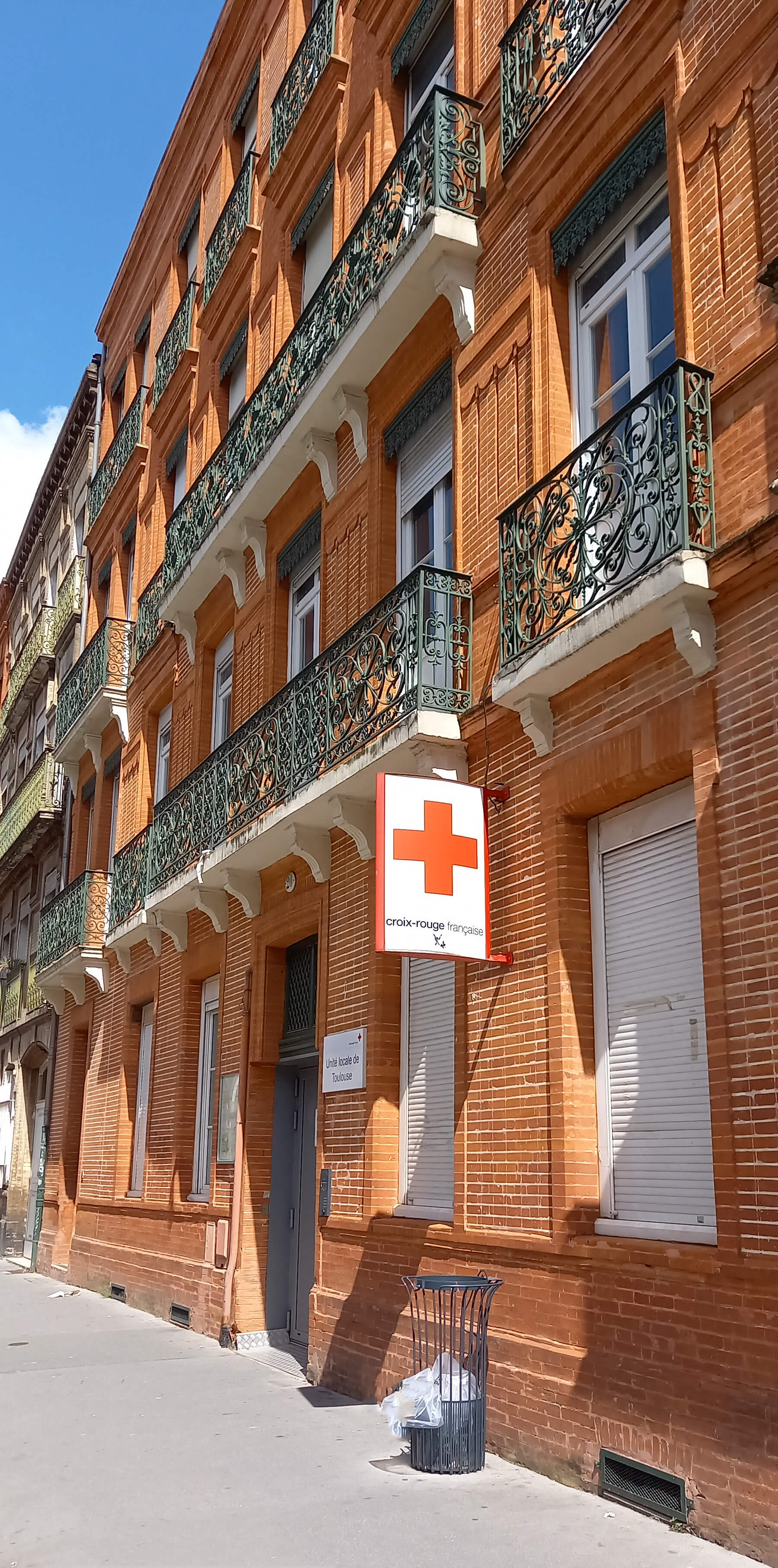
no 20 : l'unité locale de la Croix-Rouge.

L'unité locale de la Croix-Rouge a son siège dans la rue Raymond-IV (actuel no 20).

### Maisons et immeubles
- no  5 : immeuble (deuxième moitié du XXe siècle)[4].
- no  18 : immeuble (début du XXe siècle, Jules Calbairac)[5].
- no  51 : hôtel particulier (1890, Henri Camalet)[6].
- no  59 : maison (début du XXe siècle)[7].
- no  63 bis : hôtel particulier (1909, Eugène Curvale)[8].
- no  79 : résidence La Comtale (1974-1978, Paul Gardia et Maurice Zavagno)[9].